# Chảy máu cam
Chảy máu cam hay chảy máu mũi hiện tượng niêm mạc mũi dễ chảy máu vì có nhiều mạch máu tập trung với mạng lưới mao mạch dày, thành mạch đàn hồi kém.

## Nguyên nhân

### Nguyên nhân cục bộ

#### Tổn thương khoang mũi
1. Chấn thương cơ học như tai nạn, ngã, hay các tác động dùng lực mạnh tác động trực tiếp lên mũi là một nguyên nhân phổ biến gây chảy máu mũi.
2. Chấn thương khí áp Khi ngồi máy bay trên cao, khi lặn, nếu sự thay đổi khí áp bên trong xoang mũi và bên ngoài thay đổi đột ngột chênh lệch quá lớn sẽ làm niêm mạc trong xoang mũi,khoang mũi giản nở gây chảy máu.
3. Chấn thương do điều trị trong giai đoạn điều trị bệnh lý vùng cổ,đầu hoặc sau khi điều trị,niêm mạc mũi phát sinh triệu chứng xuất huyết phù nề triệu chứng bong da cũng có thể xuất hiện triệu chứng viêm mũi.

#### Vẹo vách ngăn mũi
Chủ yếu xảy ra ở xương sườn xương sống mũi hoặc vách ngăn lệch bề mặt lồi, niêm mạc thường mỏng hơn. Lượng không khí lưu thông ra vào thay đổi làm cho niêm mạc trở lên khô, làm giãn nứt mạch máu và gây chảy máu. Người đang có bệnh lý về vách ngăn mũi, do niêm mạc thành khoang mũi khô, gây bào mòn khô khan bong tróc dễ gây ra tình trạng chảy máu cam.

#### Các chứng viêm trong khoang mũi
1. Trong khoang mũi có các triệu chứng viêm khác như viêm xoang cấp tính, viêm mũi dạng khô, viêm mũi dạng co..vv rất dễ dẫn đến tình trạng chảy máu cam nhưng lượng máu chảy không nhiều.
2. Các bệnh truyền nhiễm khác trong khoang mũi lao, giang mai mũi, lupus, mề đay, bạch hầu và các bệnh truyền nhiễm khác. Bởi vì sẽ làm bào mòn niêm mạc gây viêm loét, nổi hạch thủng vách ngăn mũi có thể dẫn đến chảy máu mũi.

#### U lành tính trong khoang mũi, xoang mũi
Trong đó những trường hợp dễ bị chảy máu cam thường do một số nguyên nhân bệnh lý trong khoa
ng mũi như u mạch máu mũi, u xơ vòm mũi họng, polyp mũi xuất huyết và u nang ác tính khoang mũi, xoang mũi. Chảy máu cam lượng ít hoặc nhầy mũi dính máu là một trong những triệu chứng chủ yếu của bệnh u nang ác tính.

#### Khoang mũi có dị vật
Thường gặp ở trẻ em, đa số là chảy máu ở một bên mũi. Do dị vật tích tụ lâu trong khoang mũi gây tình trạng cọ xát niêm mạc mũi và chảy máu. Dị vật dạng động vật trong khoang mũi ví dụ như đỉa có thể dẫn đến tình trạng thường xuyên chảy máu lượng lớn.

### Các bệnh lý về máu
1. Các bệnh lý giảm thiểu chức năng, kết cấu thành mạch máu   Như chứng giãn mao mạch tính di truyền, chứng thiếu vitamin C, ban xuất huyết Henoch-Schonlein, ban xuất huyết do thuốc, ban xuất huyết mạch máu do nhiễm khuẩn..vv
2. Bệnh lý rối loạn chức năng, thay đổi số lượng tiểu cầu   Như xuất huyết giảm tiểu cầu tự miễn hoặc các nguyên nhân dẫn đến chứng giảm tiểu cầu thứ phát.
3. Bệnh lý rối loạn chức năng đông máu   Như các loại bệnh xuất huyết, chứng thiếu hụt vitamin K..vv
4. Tác dụng của thuốc chống đông máu quá mạnh   Chẳng hạn như việc sử dụng thuốc chống đông máu không đúng cách, các chất chống đông và anti-fibrinogen tồn tại trọng máu, các yếu tố đông máu được làm tan nhanh chóng và một số triệu chứng đông máu rải rác trong nội mạch.

#### Bệnh sốt truyền nhiễm cấp tính
Như sốt virus, sốt xuất huyết, sốt tinh hồng nhiệt, sốt rét, sởi, bệnh thương hàn v.v. Do sốt cao, gây tổn hại đến mạch máu, niêm mạc mũi xung huyết, khô rát, áp xe dẫn đến tình trạng mao mạch giãn nở và chảy máu. Thường thì lượng máu chảy ra ít, thường xuất hiện khi đang bị sốt, vị trí chảy máu thường ở trước khoang mũi.

#### Các bệnh lý tim mạch
1. Huyết áp cao và xơ cứng động mạch Cao huyết áp và xơ cứng động mạch là nguyên nhân chủ yếu gây chảy máu mũi ở người lớn tuổi, xơ cứng động mạch là yếu tố cơ bản tạo ra các loại bệnh lý khác. Huyết áp tăng cao,đặc biệt là táo bón, dùng sức quá độ hoặc khi bị kích động có thể gây giãn nứt mạch máu và chảy máu mũi. Ngoài ra, khi hắt xì hơi, ho quá độ,thở mạnh hoặc xoa bóp mũi mạnh là một trong những yếu tố khó khống chế và gây tái phát chảy máu mũi.
2. Tăng huyết áp tĩnh mạch bệnh khí phế thủng, bệnh tim mạch, hẹp van tim hai lá, tổn thương trung thất, tổn thương vùng cổ hoặc các bệnh lý khác có thể dẫn đến tình trạng tăng huyết áp tĩnh mạch. Những trường hợp người bệnh này thường có triệu chứng tắc nghẽn ứ huyết, khi người bệnh dùng lực ho quá mức hoặc một số yếu tố liên quan khác sẽ dẫn tình trạng giãn nứt mạch máu. Vị trí chảy máu thường là ở phần tĩnh mạch ở phía sau khoang mũi.

#### Các bệnh lý trong cơ thể khác
Thời kỳ mang thai, tiền mãn kinh, trong thời kỳ mãn kinh cũng có thể gây chảy máu cam,có thể là do tính cứng giòn mao mạch tăng cao. Người bệnh bị bệnh gan nặng có thể do nguyên nhân rối loạn yếu tố đông máu dẫn đến tình trạng chảy máu mũi. Chững nhiễm độc niệu đạo cũng có thể gây chảy máu mũi. Chảy máu mũi còn là một trong những triệu chứng ban đầu của bệnh thấp khớp.

## Cách phòng tránh
Một số cách phòng tránh:
- Giữ vệ sinh cá nhân thật tốt, thường xuyên cắt móng tay
- Không ngoáy mũi
- Tránh ra vào nóng, lạnh đột ngột
- Khi thời tiết quá oi bức hoặc quá lạnh: nên bảo vệ mũi bằng cách ở trong phòng và làm gì đó để cho không khí trong phòng được ổn định, ví dụ như bật quạt hay máy điều hòa nhiệt độ...
- Duy trì độ ẩm nhất định
- Ngoài ra, hai lần một tuần có thể dùng nước muối sinh lý rửa sạch mũi và cũng không nên rửa nước muối nhiều lần...

## Cách sơ cứu chảy máu cam[1]
1. Cho người cần trợ giúp ngồi, đầu hơi cúi xuống phía trước;
2. Dùng ngón tay trỏ và ngón cái bóp phần mềm phía trên 2 cánh mũi, giữa chặt tay trong vòng vài phút;
3. Nếu máu vẫn chảy nhiều, dùng đá lạnh chườm vào sau gáy người đó để giúp cầm máu nhanh hơn.
4. Nếu sau 10 phút thực hiện sơ cứu như trên mà họ vẫn bị chảy máu mũi nhiều và ồ ạt thì đưa họ tới bệnh viện.